# Phlebotominae
Phlebotominae (někdy hodnoceni jako samostatná čeleď Phlebotomidae) je podčeleď dvoukřídlého hmyzu z čeledi koutulovití (Psychodidae).

## Popis
Flebotomové patří mezi nevelký dvoukřídlý hmyz, typicky svou velikostí nepřesahují 2,5 mm. Vynikají dlouhými tenkými končetinami; tělo a křídla pokrývá velké množství výrazných štíhlých chloupků. Hlava má protáhlý tvar, nese výrazné oči, ochlupená tykadla a ústní ústrojí, jež dosahuje podobné délky jako zbytek hlavy. Křídla jsou zašpičatělá, s četným paralelním žilkováním. Rody Phlebotomus a Lutzomyia typicky drží křídla vztyčená nad tělem, a sice v sevření asi 60°.

## Biologie
Popsáno bylo několik stovek druhů flebotomů. Areál výskytu zahrnuje především tropické a subtropické oblasti, některé druhy žijí i v mírném podnebném pásu. Chybí však na ostrovech v Tichém oceánu. Neplatí za příliš zdatné letce, a zvláště jihoamerické lesní druhy zřídkakdy uletí více než 200 m. Rozptyl na několikakilometrové vzdálenosti však zjevně usnadňuje silný vítr, v případě P. perniciosus z ostrova Jersey byla zaznamenána rekordní uražená vzdálenost 25 km.
Protože flebotomové, na rozdíl od komárovitých či muchničkovitých, nevyžadují ke svému vývoji vodní prostředí, kolonizovali i polopouštní a pouštní regiony. Dospělci vykazují soumračnou, brzkou ranní či noční aktivitu. Samice představují krevsající parazity, konkrétně thelmofágy, sát přičemž mohou venku i v lidských obydlích. Hematofágie bývá nutností pro správný vývoj vajíček, ačkoli někteří flebotomové mohou naklást první snůšku i bez nasátí krve. Snůška činí 30 až 70 vajíček, larvy se vyvíjejí v chladném a vlhkém prostředí, například v norách hlodavců. Živí se organickým detritem a různými mikroorganismy. Někteří flebotomové mohou prodělat i několik generací do roka. Celý vývojový cyklus trvá 20 až 50 dní, především u druhů žijících v mírném pásmu se však objevuje dlouhá diapauza. Páření flebotomů může probíhat přímo na hostitelích; například samci L. longipalpis si na hostitelských obratlovcích vymezují „tokaniště“, kam vábí samice specifickými feromony, ale i složitými akustickými signály a gesty.
Většina flebotomů nebývá hostitelsky specifická, neplatí to však pro všechny druhy. Například P. papatasi saje krev výhradně na lidech a domácích psech; naopak P. argentipes či L. longipalpis v některých oblastech sají na domácích zvířatech, jinde na lidech. Dospělí flebotomové se krmí na rostlinných šťávách a výpotcích, tekutinu bohatou na sacharidy a bílkoviny si mohou schraňovat ve „voleti“.

## Jako přenašeči
Významnými zástupci pro člověka jsou především novosvětský rod Lutzomyia a starosvětský Phlebotomus. Představují vektory virových (Phlebovirus, původce horečky papatači), bakteriálních (patogenní bartonelly), a především protozoálních onemocnění (ničivky vyvolávající kožní, kožně-slizniční i viscerální leishmaniózu). Mezi parazitem a přenašečem se často objevuje úzký vztah, jako mezi Leishmania tropica a Phlebotomus sergenti či Leishmania major a Phlebotomus papatasi. Flebotomové ale představují vektory dalších parazitů, včetně plazích plasmodií nebo viru vezikulární stomatitidy (infikuje kopytníky, příležitostně i člověka).